# 沢木順
沢木 順（さわき じゅん、1945年10月13日 - ）は北海道出身の日本の俳優。東宝ミュージカル、劇団四季で活動後フリー。作曲家八洲秀章の次男。

## 来歴
北海道虻田郡真狩村に生まれ、鎌倉で育つ。神奈川県立湘南高等学校を経て早稲田大学文学部演劇科に入学（のち中退）。在学中に東宝のオーディションに合格、主役を務めた「ファンタスティックス」を始め、数々の東宝ミュージカルに出演、また東宝では劇作家、菊田一夫に学んだ。
1975年、30歳の時に浅利慶太に誘われて劇団四季へ移籍。以後、『ジーザス・クライスト＝スーパースター』『コーラスライン』『キャッツ』『オペラ座の怪人』で主役を務め、退団後はフリー。 

## 出演作品
- 寺内貫太郎一家
- マイ・フェア・レディ
- 屋根の上のバイオリン弾き
- 夢から醒めた夢
- ユタとふしぎな仲間たち
- 王家に捧ぐ歌
- ジーザス・クライスト・スーパースター
- 遠山の金さん 第49話「独楽が廻れば鬼が泣く」（1976年、NET/東映） - 三次
- 地下鉄に乗って
- 森は生きている
- コーラスライン
- キャッツ
- オペラ座の怪人
- エビータ
- ラブラブライバル
- アイーダ
- SEMPO -日本のシンドラー 杉原千畝物語-

## 著書
- 『僕のミュージカル修業』（私家版、2000年11月）

## 音楽
- ウルトラマンタロウ（東芝EMI、1972年）[8]
- グランプリの鷹（東芝EMI、1977年）[9]
- 夢の船乗り（東芝EMI）[10]